# Amstel Gold Race 1966
De 1ste editie van de Amstel Gold Race vond plaats op 30 april 1966. Het parcours, met start in Breda (bij het Mastbos) en finish in Meerssen (Tussen de Bruggen) na een plaatselijke ronde, had een geplande lengte van 249 kilometer. Door veel omleidingen dankzij festiviteiten op Koninginnedag, werd de koers verlengd tot (officieel) 302 kilometer. De Franse oud-wereldkampioen en Ronde van Spanje-winnaar Jean Stablinski won en werd tot eerste winnaar van de klassieker gehuldigd.

## Koersverloop
Tijdens de eerste Amstel Gold Race van Breda naar Meerssen meldde het KNMI vanaf het Zuid-Limburgse vliegveld op Koninginnedag maar net géén officiële warme dag met een maximum van 19,9 graden.
Aan de start stonden 120 renners, waaronder Jacques Anquetil, Raymond Poulidor, Rudi Altig, Rolf Wolfshohl, Henry Anglade, Jan Janssen en Peter Post. Anquetil legde het contractueel verplichte aantal kilometers af en stapte vijftig kilometer voor het einde woedend af. Ook Janssen en Anglade verlieten de koers. Poulidor kwam op een kwartier van de winnaar binnen, hij was getekend door de hitte. Slechts 40 coureurs bereikten uiteindelijk de finish. De enorme verlenging leidde ook tot wrevel bij veel ploegleiders, die zwoeren dat ze nooit meer naar Nederland terug zouden komen.
Na nog geen 25 kilometer ontsnapten in Goirle Jean Claude Lefebvre, Rolf Wolfshohl, Wim van Smirren en Ko Tolhoek. Ze kregen een voorsprong van 45 seconden en werden 35 kilometer later teruggegrepen. Hierna ontstond een nieuwe kopgroep met Piet van der Lans, Piet Braspenninckx, Nico Lute en Frans Balvert. Hiervan bleef alleen Van der Lans over. Na honderd kilometer, in Deurne, had hij anderhalve minuut voorsprong op het peloton. Een half uur later kwamen Leo Hermens en Joseph Groussard hem vergezellen. Een overwegwachter in Helmond liet de drie doorgaan, maar hield het peloton ruim drie minuten staande. In de buurt van Meijel sprong een groep van negen renners uit het peloton en kwam snel dichterbij.
De Nederlandse tijdrijder Jan Hugens, de trots van Limburg, demarreerde in Illikhoven op 125 kilometer voor het einde uit het peloton. Dit was het sein voor een reeks van schermutselingen die eindigde met een kopgroep van zijn ploeggenoten Stablinski en Bernard Van De Kerckhove van het Franse team Ford France-Hutchinson. Alleen Hugens wist nog bij de vluchters te komen. In aanloop naar de finish ging Hugens als enige de sprint vol aan. De zege lag voor het grijpen en toen liep zijn ketting af. Ontroostbaar kwam hij na Stablinski en Van De Kerckhove over de streep.
Jaren later in 2015, na het overlijden van Hugens in 2011, zou mede-oprichter van de klassieker Ton Vissers (in 1968 ploegleider van Hugens bij Willem II-Gazelle) in NRC, suggereren dat Hugens de overwinning expres aan ploeggenoot Stablinski liet. “ 'Hij zegt altijd dat het per ongeluk was, dat zijn ketting eraf liep. Een verhaal omgeven met een sluiertje', lacht Vissers. Liever een internationale topper als eerste winnaar dan een lokale held.”
In de Volkskrant in dezelfde periode liet Vissers optekenen dat curieus genoeg Stablinski door Hugens was gestrikt om te starten. 'Eigenlijk heeft Jan Hugens dat voor me gedaan. Hij reed ook bij Ford en zorgde ervoor dat Stablinski aan de start stond. Met hem als winnaar stonden we meteen op de kaart.'
En tegenover NOS zei Vissers ook in 2015 erover: “En Stablinski als oud-wereldkampioen stond gelijk op de lijst. We waren gelijk gearriveerd natuurlijk hè. Een klassieker, ja die was in wording. Maar we begonnen met een wereldkampioen. En dat was natuurlijk het prachtigste van die Amstel.” 
Stablinski won tot ontsteltenis van nummer 6 van de einduitslag, Cor Schuuring, die in de zelfde kopgroep vooraan, maar uiteindelijk op ruim 6 minuten 6e werd. Tot in 2015 hield Schuuring vast dat als hij geen pech had gekend, hij Stablinski in de sprint zou hebben geklopt.

## Uitslag
| Plaats  | Naam                     | Ploeg                  | tijd      |
| ------- | ------------------------ | ---------------------- | --------- |
| Winnaar | Jean Stablinski          | Ford France-Hutchinson | 7u48'50"  |
| 2       | Bernard Van De Kerckhove | Ford France-Hutchinson | z.t.      |
| 3       | Jan Hugens               | Ford France-Hutchinson | op 05"    |
| 4       | Marcel Geeraerts         | Mann-Grundig           | op 2' 05" |
| 5       | Peter Post               | Flandria-Romeo         | op 2' 08" |
| 6       | Cor Schuuring            | Caballero              | op 6' 40" |
| 7       | Cees van Espen           | Televisier-Batavus     | z.t.      |
| 8       | Constant Jongen          | Mann-Grundig           | z.t.      |
| 9       | Rik Pauwels              | Mann-Grundig           | z.t.      |
| 10      | Mies Stolker             | Fyffes                 | z.t.      |
| 11      | Bart Zoet                | Televisier-Batavus     | z.t.      |
| 12      | Georges Delvael          | Solo - Supéria         | z.t.      |
| 13      | Rik Luyten               | Mann-Grundig           | op 9' 17" |
| 14      | Dies Kosten              | Caballero              | z.t.      |
| 15      | Jan Schröder             | VRP-Locomotief         | z.t.      |
| 16      | Nico Lute                | Willem II - Gazelle    | z.t.      |
| 17      | Wim Schepers             | Caballero              | z.t.      |
| 18      | Cees Snepvangers         | Willem II - Gazelle    | z.t.      |
| 19      | Louis Proost             | Mann-Grundig           | z.t.      |
| 20      | Jan Boog                 | Caballero              | z.t.      |

1966 · 1967 · 1968 · 1969 · 1970 · 1971 · 1972 · 1973 · 1974 · 1975 · 1976 · 1977 · 1978 · 1979 · 1980 · 1981 · 1982 · 1983 · 1984 · 1985 · 1986 · 1987 · 1988 · 1989 · 1990 · 1991 · 1992 · 1993 · 1994 · 1995 · 1996 · 1997 · 1998 · 1999 · 2000 · 2001 · 2002 · 2003 · 2004 · 2005 · 2006 · 2007 · 2008 · 2009 · 2010 · 2011 · 2012 · 2013 · 2014 · 2015 · 2016 · 2017 · 2018 · 2019 · 2020 · 2021 · 2022 · 2023 · 2024

Lijst van beklimmingen